# Gitarre & Bass
Gitarre & Bass ist ein monatlich erscheinendes Magazin für Gitarristen und Bassisten, das Amateur- und semiprofessionelle Musiker sowie Berufsmusiker ansprechen soll. Von der Erstausgabe im März 1986 an – damals noch unter dem Titel Musiker – hat sich eine Leserschaft mit gleichmäßiger Altersstruktur entwickelt, die ein Altersspektrum von ca. 13 bis 65 Jahre abdeckt. Gitarre & Bass ist heute in Deutschland, Österreich und der Schweiz, laut IVW-Prüfung, das Musiker-Fachmagazin mit der weitesten Verbreitung. Gitarre & Bass erscheint im  MM-Musik-Media-Verlag, Köln.

## Inhalte
Das Magazin bietet Berichte über und Interviews mit Musikern aus den verschiedensten Genres – in der Regel handelt es sich dabei um Instrumentalisten aus dem elektrischen Rock-, Blues-, Jazz- und Pop-Bereich – sowie Sachartikel und Beiträge zu Themen wie Instrumentenproduktion, -Entwicklung und -Geschichte. Die Vorstellung von raren Vintage und skurrilen Kult-Instrumenten und ihrer Herkunft ist in den vergangenen Jahren zu einem weiteren Schwerpunkt geworden. Zusätzlich werden in Workshops theoretische und praktische Fähigkeiten vermittelt sowie Modifikationen und Reparaturen an Instrumenten thematisiert. Ein Schwerpunkt jeder Ausgabe sind die zahlreichen Testberichte, in denen neue Instrumente (Gitarren, Bässe und Verstärker) und diverse Peripheriegeräte (Effektgeräte, „Recording“-Zubehör etc.) von Fachautoren vorgestellt, getestet und bewertet werden.

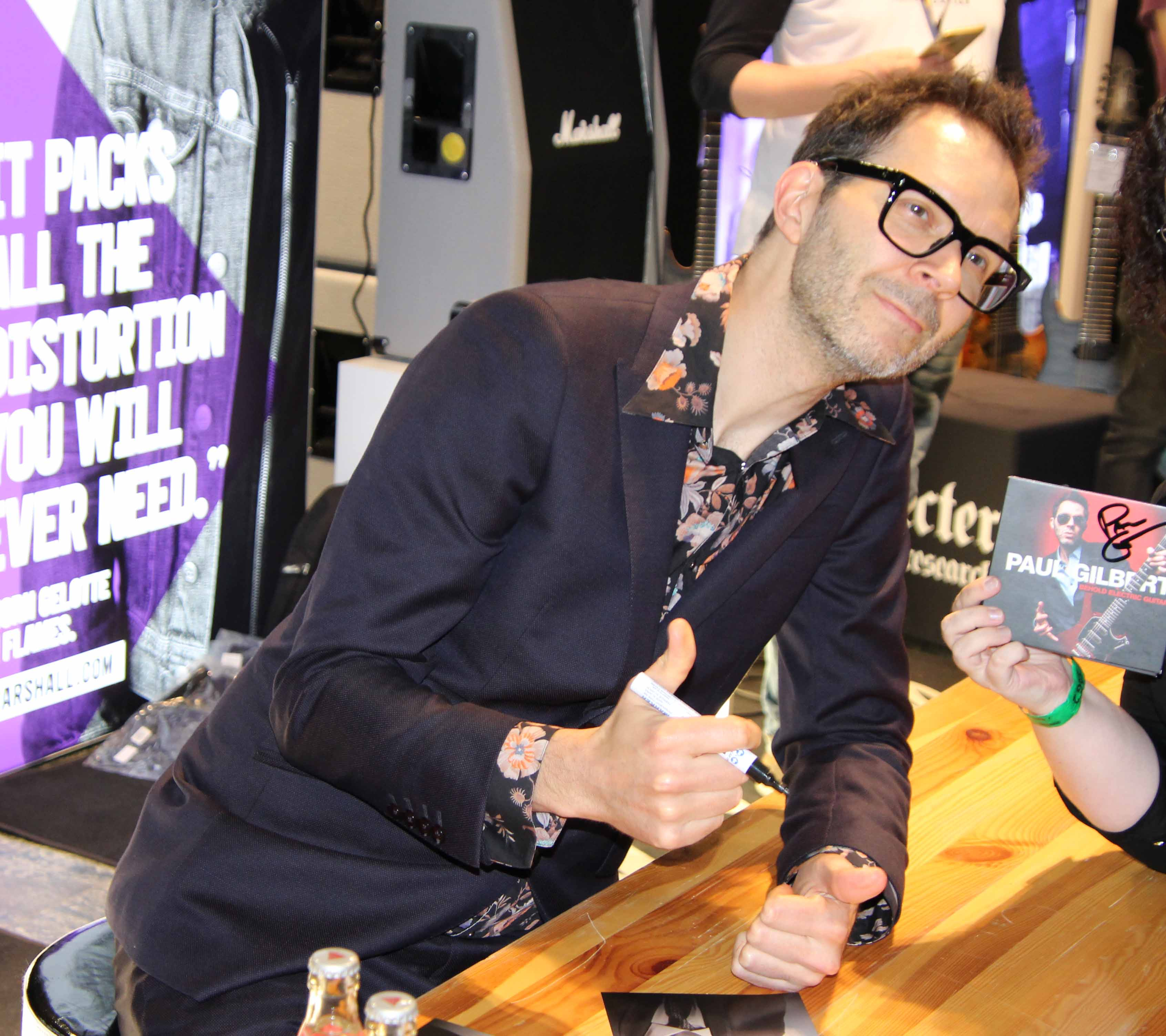
Mr.-Big-Gitarrist Paul Gilbert auf der Musikmesse Guitar Summit in Mannheim (2019)

Seit 2017 veranstaltet das Fachmagazin Gitarre & Bass jährlich im September die dreitägige Musikmesse Guitar Summit speziell für Saiteninstrumente mit Ausstellern, Workshops, Autogrammstunden berühmter Musiker und Live-Auftritten im Kongresszentrum Rosengarten in Mannheim.

## Redaktion und Autoren
Die Redaktion besteht aus Dieter Roesberg, Herausgeber seit 1986, Florian Stolpe (Chefredakteur), Stefan Braunschmidt (stellvertretender Chefredakteur), Marian Menge (Musik-Redaktion), Lukas Bilz und Lars Horstmann. Die freien Mitarbeiter und Autoren von Gitarre & Bass sind teils bekannte Musikjournalisten & Fotografen (Stefan Woldach, Marcel Anders, Matthias Mineur, Arnd Müller, Thomas Brill, Hyou Vielz, Stefan Malzkorn, Petia Chtarkova, Christian Hafer, LJ Eifel, Anja Behrens u. a.), teils Musiker (Markus Setzer, Michael Sagmeister, Ebo Wagner, Marian Menge, Martin Schmidt, Michael Dommers, Nils Finkeisen, Franz Holtmann, Simon Hawemann, Jil Y. Creek, German Schauss, Christian Röver, Joachim Schoenecker, Emanuel Stanley, Tom Riepl, Peter Fischer) und Experten wie Wolfgang Kehle (Notensatz & Transkription), Lothar Trampert (Musik), Dirk Groll (Bass), Guido Lehmann (Acoustic), Udo Pipper (Vintage), Frank Deimel (Gitarrenbau), Sophie Dockx (Gitarren-Design), Bernd C. Meiser (E-Technik), Josef Urbanek (Vintage Japan), Teja Gerken (Acoustic) André Waldenmaier (Gitarrenbau) sowie Thomas Berg, Marie Haacks, Michael Doc Schneider, Florian van der Ohe, Joris Henke, Jogi Sweers, Chris Hauke, Christian Braunschmidt und M.O. Richter.

## Sonderhefte
Neben den monatlichen Veröffentlichungen des Magazins sind folgende Sonderhefte erschienen:
- 1989: Gitarre & Bass Gitarren ABC: Basics für Gitarristen & Bassisten
- 2001/02: Gitarre & Bass – Das Fender-Special: Alles über Fender Musical Instruments
- 2002/03: Gitarre & Bass – Das Gibson-Special: Alles über Gibson Instrumente, Amps und Pickups
- 2004: Gitarre & Bass – STROMgitarren: Sonderheft zur gleichnamigen Ausstellung im Landesmuseum für Technik und Arbeit in Mannheim
- 2009: Gitarre & Bass – Das Ibanez-Special: Alles über Ibanez Instrumente, Effekte und Verstärker
- 2012: Gitarre & Bass – Das Marshall-Special: Interview mit Jim Marshall, Geschichte des Brit-Rock, Making-of des Joe Satriani Signature Amps
- 2014: Gitarre & Bass Special – Gitarren ABC: Alles über E-Gitarren. Tipps & Tricks von Profis. Gitarren perfekt einstellen.
- 2015/16: Gitarre & Bass Special – Effektpedale ABC: Alles über Effektpedale
- 2016: Gitarre & Bass Special – Akustikgitarren ABC: Alles über Akustik Gitarren
- 2017/2018: Gitarre & Bass Special – Do It Yourself ABC: Alles zum Thema Setup, Tuning, Restaurierung, Customizing & Selberbauen.
- 2018/2019: Gitarre & Bass Special – Jimi Hendrix ABC. Der Musiker hinter dem Mythos. Gitarren, Amps, Effekte, Songs, Roots & Sounds

## Auflagenstatistik
Im ersten Quartal 2015 betrug die durchschnittliche monatliche Druckauflage 45.411 Exemplare. Die durchschnittliche monatlich verkaufte Auflage im 1. Quartal 2015 lag nach IVW  bei 23.926 Exemplaren, darunter 9.550 Abonnements. Der Austritt aus der IVW erfolgte Ende 2018, für 2019 liegen keine Meldungen mehr vor.